# 阿達姆迪吉烏帕齊拉
阿達姆迪吉乌帕齐拉）是孟加拉国的一个乌帕齐拉，位于拉杰沙希专区的博格拉县。
阿達姆迪吉塔纳创立于1821年，后于1983年改建制为乌帕齐拉。

## 地理
阿達姆迪吉乌帕齐拉总面积为168.83平方公里（69.19平方英里），位于博格拉县西部，北接焦伊布尔哈德县，东北部与杜布坚吉亚烏帕齊拉相邻，东部与卡哈魯烏帕齊拉和南迪格拉姆烏帕齊拉接壤，西南部与瑙冈县毗邻。

## 人口
据2011年孟加拉国人口普查，阿達姆迪吉乌帕齐拉共有49600户人家，总计195186人口，其中20.5%居住在主城区。 年龄低于五岁的孩童占总人口的8.7%。七岁及以上人口的平均识字率约为54.6%，略高于全国平均值（51.8%）。